# Nicole Edensbo
Anna Elin Nicole Edensbo, född 16 oktober 1988, är en svensk fridykare och innehavare av svenska rekord i fridykning. I juli 2022 satte hon svenskt rekord i Constant Weight Bifins (CWTB) – 80 meter. År 2019 satte hon svenskt rekord i Free Immersion (FIM) – 77 meter och Constant Weight No Fins (CNF) – 52 meter. Under världsmästerskapen i poolfridykning, juni 2018 i Belgrad, Serbien (Individual AIDA International Pool World Championships Belgrade 2018) slog Edensbo svenskt rekord i Dynamic Apnea (DYN) med ett resultat på 210 meter. Edensbo blev svensk mästarinna i poolfridykning 2018 och 2019 tog hon guld i de tre ingående disciplinerna Dynamic Apnea No Fins (DNF), Dynamisk Apnea (DYN) och Static Apnea (STA) och därmed även totalsegern i damklassen.

## Rekord

### Personbästa tävling[1]
| Disciplin | Tid/distans | Datum      | Plats              | Ackreditering |
| --------- | ----------- | ---------- | ------------------ | ------------- |
| STA       | 6 min 27 s  | 2019-02-09 | Riga, Lettland     | AIDA          |
| DYN       | 210 meter   | 2018-06-29 | Belgrad, Serbien   | AIDA          |
| DYNb      | 166 meter   | 2019-04-21 | Aten, Grekland     | AIDA          |
| DNF       | 135 meter   | 2019-04-21 | Aten, Grekland     | AIDA          |
| CNF       | -52 meter   | 2019-10-11 | Kalamata, Grekland | AIDA          |
| CWT       | -88 meter   | 2019-08-31 | Kalamata, Grekland | AIDA          |
| CWTb      | -80 meter   | 2022-07-27 | Kalamata, Grekland | AIDA          |
| FIM       | -77 meter   | 2019-10-06 | Kalamata, Grekland | AIDA          |